# آنتوان ماکومبو
آنتوان ماکومبو (انگلیسی: Antoine Makoumbou؛ زادهٔ ۱۸ ژوئیهٔ ۱۹۹۸) بازیکن فوتبال است.
او همچنین در تیم ملی فوتبال کنگو بازی کرده‌است.